# Église Sant'Anna a Capuana

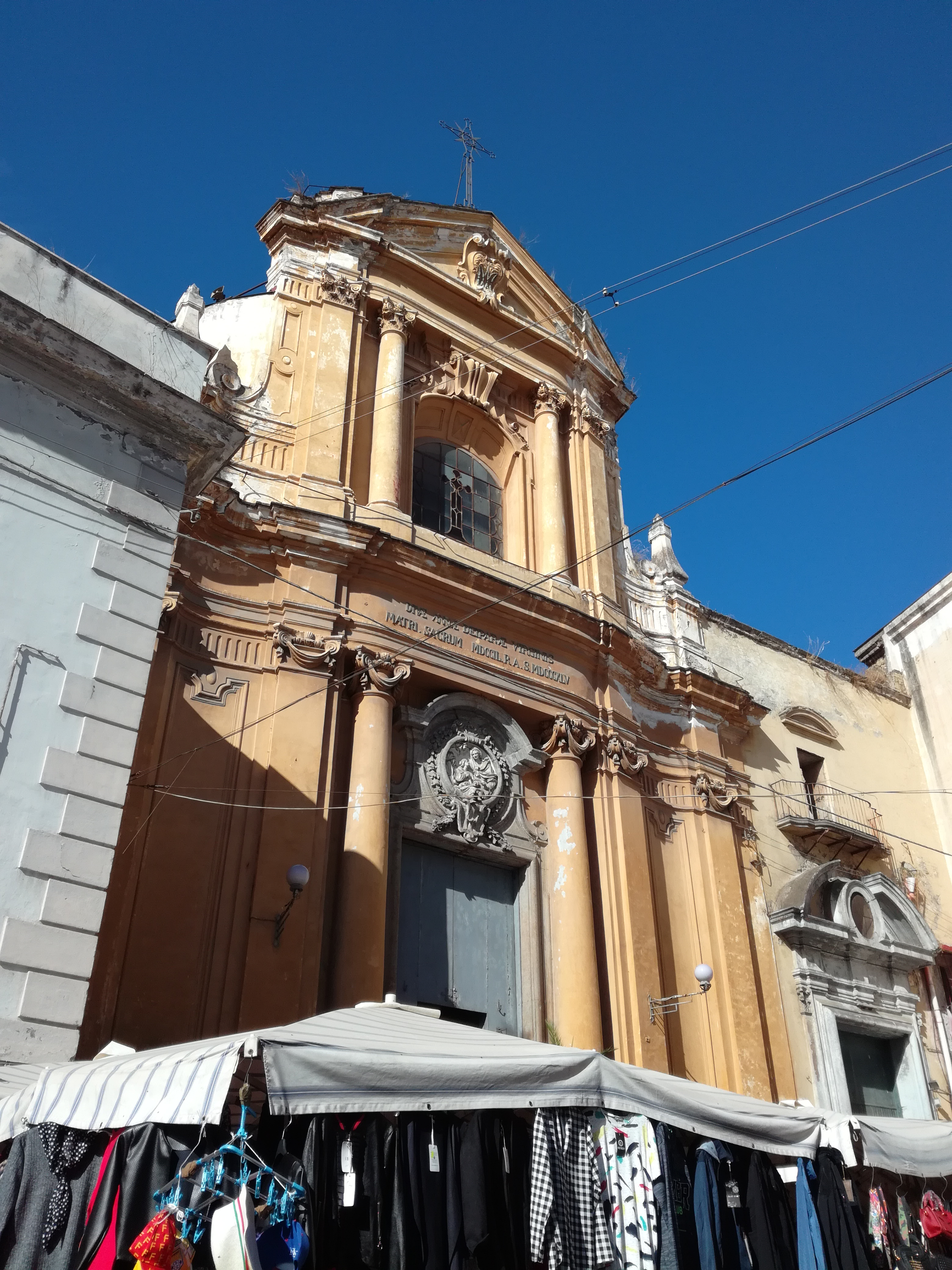
Façade de l'église.

L'église Sant'Anna a Capuana est une église du centre historique de Naples donnant sur la place du même nom dans le borgo Sant'Antonio Abate. Elle dépend de l'archidiocèse de Naples.

## Histoire

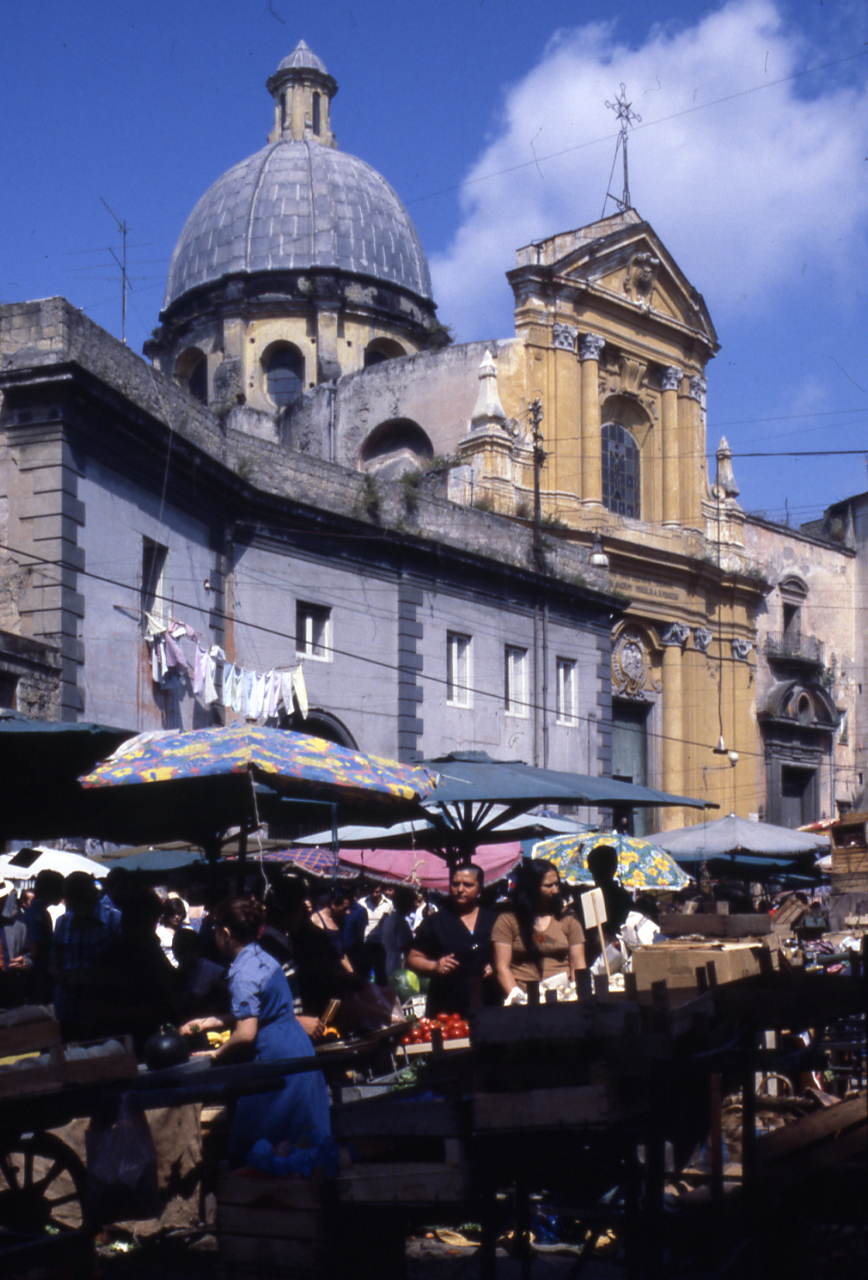
L'église avec son dôme, photo de 1978 par Paolo Monti.

L'église remonte au XVIe siècle, lorsqu'une chapelle est bâtie pour les frères mineurs du couvent Saint-François-de-Paule, près de la porta Capuana. Elle ne prend son aspect actuel qu'en 1751, lorsqu'elle est construite selon les dessins de Giuseppe Astarita (it).

## Description
L'église s'inscrit dans un plan circulaire avec une nef et des chapelles latérales. La caractéristique la plus spectaculaire de l'intérieur, c'est l'abside avec son maître-autel auquel on accède par un majestueux escalier à double rampe.

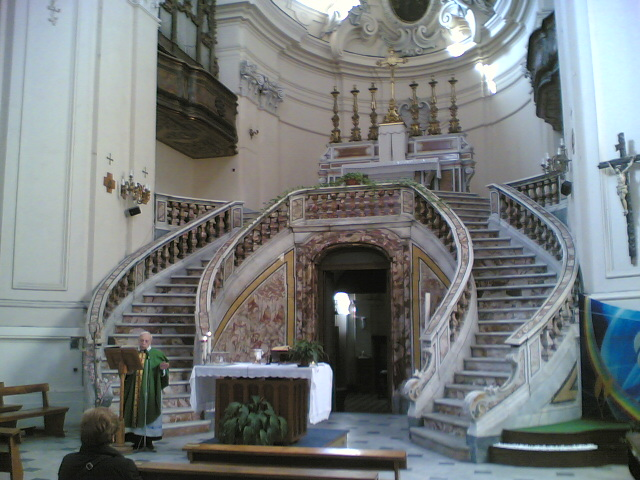
L'escalier à double rampe permettant d'accéder au maître-autel.

L'église abrite des œuvres d'art remarquables, parmi lesquelles un panneau sous la coupole  représentant La Sainte Famille avec sainte Anne de Marco Cardisco. Deux grandes orgues datant de 1753 sont de Carlo et Nicola Mancini. Les chapelles présentent des tableaux du XVIIIe siècle. notamment des peintres Francesco Narici et Giovanni Cosenza.

## Bibliographie

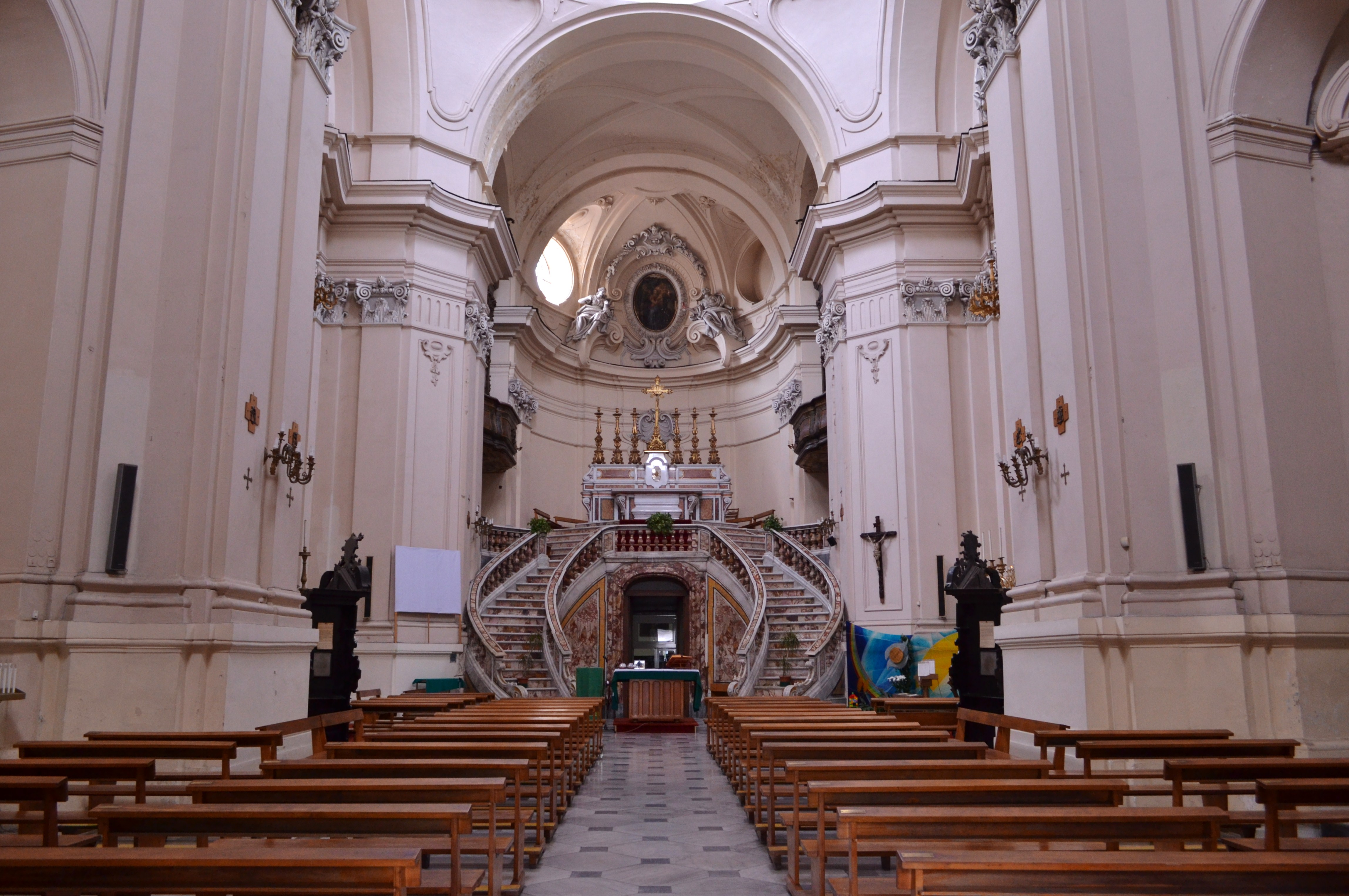
Intérieur de l'église.

## Source de la traduction
- (it) Cet article est partiellement ou en totalité issu de l’article de Wikipédia en italien intitulé « Chiesa di Sant'Anna a Capuana » (voir la liste des auteurs).